# Sobiemirowo
Sobiemirowo – wieś popegeerowska w Polsce położona w województwie zachodniopomorskim, w powiecie świdwińskim, w gminie Sławoborze.
Na północny wschód znajduje się wzniesienie Brudno. Przez Sobiemirowo przepływa rzeka Pokrzywnica.
W latach 1975–1998 miejscowość administracyjnie należała do województwa koszalińskiego.